# Tim Weiner

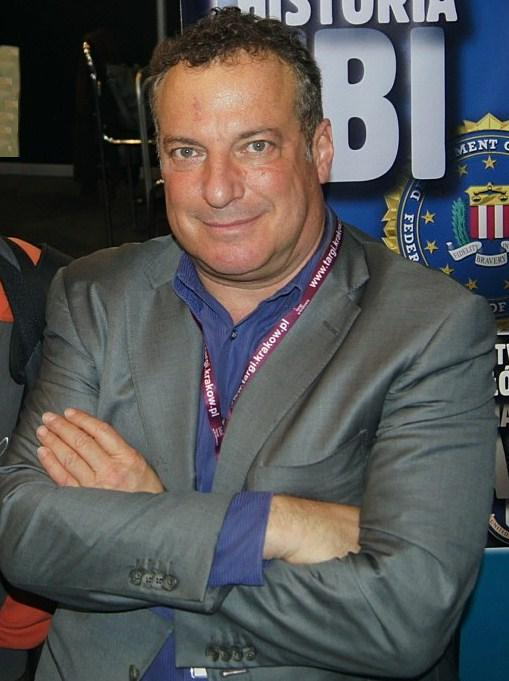
Tim Weiner (2012)

Tim Weiner (* 20. Juni 1956) ist ein US-amerikanischer Journalist. Er schreibt für die New York Times.

## Kurzvita
Er gilt als einer der profundesten Kenner der amerikanischen Geheimdienstsysteme. Für seine Reportagen und seine Berichterstattung über das geheime „National Security Program“, das die Central Intelligence Agency (CIA) gemeinsam mit dem Pentagon heimlich ins Leben gerufen hatte, erhielt er zwei Pulitzer-Preise. So deckte er 1988 als Reporter des "Philadelphia Inquirer" eine durch  Reptilienfonds finanzierte, der parlamentarischen Kontrolle entzogene Rüstungsforschung und Waffenausgaben der US-amerikanischen Regierung auf.
Er berichtete als Korrespondent aus Afghanistan, Pakistan, dem Sudan und weiteren fünfzehn Staaten, in denen er auch CIA-Operationen recherchierte.
Für sein Buch CIA: Die ganze Geschichte wurde er 2007 mit dem National Book Award für Sachbücher und dem Los Angeles Times Book Prize für Geschichte ausgezeichnet. Sein Buch One Man Against the World – The Tragedy of Richard Nixon sei "weitgehend polemisch, flach und kurzatmig", urteilte Alfred Defago.

## Werkverzeichnis
- The mission. The CIA in the 21st century. Mariner Books, New York 2025, ISBN 978-0-06327-018-3.
  - deutsch: Die Mission. Die CIA im 21. Jahrhundert. 9/11, Snowden, Trump und die Folgen. Übersetzt von Sveb Dörper, Peter Robert und Barbara Steckhan, S. Fischer, Frankfurt am Main 2025, ISBN 978-3-10-397505-5.
- The Folly and the Glory. America, Russia, and Political Warfare 1945–2020. Henry Holt and Company, New York 2020, ISBN 978-1-62779-085-7.
  - deutsch: Macht und Wahn. Der politische Krieg zwischen den USA und Russland seit 1945. Übersetzt von Christa Prummer-Lehmair und Rita Seuß, S. Fischer, Frankfurt am Main 2021, ISBN 978-3-10-091072-1.
- One Man Against the World - The Tragedy of Richard Nixon. 2016, ISBN 978-1-62779-083-3.
  - deutsch: Ein Mann gegen die Welt. Aufstieg und Fall des Richard Nixon. Übersetzt von Christa Prummer-Lehmair und Rita Seuß, S. Fischer, Frankfurt am Main 2016, ISBN 978-3-10-002462-6.
- Enemies: A History of the FBI, February 2012, = FBI, Die wahre Geschichte einer legendären Organisation, S. Fischer, Frankfurt a. Main 2012, ISBN 978-3-10-091071-4
- Legacy of Ashes: The History of the CIA, New York 2007
  - deutsch: CIA: Die ganze Geschichte. Übersetzt von Elke Enderwitz, Ulrich Enderwitz, Monika Noll, Rolf Schubert, S. Fischer, Frankfurt am Main 2008, ISBN 978-3-10-091070-7
- Betrayal: The Story of Aldrich Ames, an American Spy, 1995
- Blank Check: The Pentagon's Black Budget, 1991